# Kościół Narodzenia Najświętszej Maryi Panny w Wielowsi
Kościół Narodzenia Najświętszej Maryi Panny w Wielowsi – rzymskokatolicki kościół parafialny znajdujący się w Wielowsi (powiat lubiński, województwo dolnośląskie), stojący na pagórku dominującym nad okolicą.

## Historia
Pierwsza wzmianka o kościele we wsi pochodzi z 1376. Podczas reformacji świątynię zagrabili protestanci. W 1721 dokonano gruntownej przebudowy obiektu i z tego czasu pochodzi jego aktualna bryła. Fundatorami przebudowy była rodzina von Kreckwitz. 

## Architektura
Kościół jest budowlą orientowaną, jednonawową, z prezbiterium na rzucie prostokąta, które wzmocniono przyporami od wschodu. Do korpusu nawowego od południa dobudowano masywną, czworoboczną wieżę. Bryła nakryta jest dachami dwuspadowymi krytymi blachą. 

## Wyposażenie
We wnętrzu cenny jest barokowy ołtarz z XVIII wieku, sprowadzony dopiero po II wojnie światowej z opuszczonego kościoła ewangelickiego św. Andrzeja w Prochowicach.

## Płyty nagrobne
Najcenniejszymi zabytkami kościoła jest trzynaście (z tego na zewnątrz dziesięć) płyt nagrobnych dawnych właścicieli Wielowsi oraz sąsiadujących z nią Redlic, wmurowanych w południową ścianę świątyni. Pochodzą one z lat 1584-1666 i są zdobione całopostaciowymi wyobrażeniami zmarłych osób w strojach z epoki.
Poszczególne płyty nagrobne, według historyka sztuki Hansa Lutscha, upamiętniają następujące osoby:
- Magdalena z domu Nimptschin, małżonka Georga Hasego z Redlic, zm. 1584,
- Helena z domu Brauchitsch, małżonka Schlichtigsa, zm. 1589,
- Elisabeth z domu Schweinitz, małżonka Schlichtigsa von Jürtsch z Wielowsi, zm. 1599,
- Asmann Schlichtig z Wielowsi, zm. 1605,
- dziedzic z Wielowsi Otto Schlichtigk (Schlichting), zm. 1607,
- Georg Hase z Redlic, zm. 1609,
- Joachim von Reibnitz z Desdorf, zm. 1610, płyta wewnątrz kościoła,
- Hans von Schlichtigk z Redlic, zm. 1611, płyta wewnątrz kościoła,
- Heinrich Schlichtig z Wyszęcic, zm. 1611, płyta wewnątrz kościoła,
- Schlichtigen z domu Brauchitschen, zm. 1617,
- Helena z domu Niesemeuschel, małżonka Hasego, zm. 1621,
- Anna Margareta von Wiese, zm. 1633,
- 13-letni chłopiec Sebastian Legahart (?) von Kreckwitz z Naroczyc, zm. 1666[2].

## Otoczenie
Przy kościele znajdują się:
- Monolitowy kamienny krzyż nieznanego wieku i fundacji. Znajduje się na nim ryt krzyżka. Dolna część trzonu odłamana. Krzyż został przeniesiony na cmentarz kościelny w 2003 r. z Zaborowa, gdzie stał od nieustalonego czasu[3].
- głaz z figurą maryjną, w który wmurowana jest tablica pamiątkowa ku czci księdza kanonika Andrzeja Bawaja (1961-2005), który był proboszczem w Wielowsi w latach 2000-2005[4],
- kaplica grzebalna rodziny von Scholz, wzniesiona w 1856 od strony zachodniej, przy murze okalającym przykościelny cmentarz[5].